# Sandy Skoglund
Sandy Skoglund (Quincy, 11 settembre 1946) è un'artista, fotografa e installation artist statunitense, vive e lavora a New York.
Skoglund ha studiato arte (scultura, fotografia, cinema) all'Università dell'Iowa e storia dell'arte alla Sorbona.
Il suo primo lavoro noto è Radioactive Cats del 1980, una monocroma stanza grigia abitata da due anziani personaggi immobili e da una grande quantità di gatti verdi. Da allora Skoglund realizza installazioni ambientali utilizzando oggetti quotidiani, piccole sculture e materiali da lei disegnati e fabbricati. Crea dimensioni surreali ed ossessive in cui dominano colori uniformi e irreali che poi fotografa, rendendole ancora più agghiaccianti attraverso l'appiattimento dei rapporti luce/ombra in sede di ripresa e lo sfruttamento dei colori vivi delle grandi cibachrome su alluminio. Produce circa un'immagine all'anno curandone ogni minimo dettaglio. Ogni installazione viene costruita con tecniche diverse ed è dotata di significato autonomo, indipendente dalla realizzazione fotografica finale, la quale tuttavia risulta essere unico oggetto espositivo in virtù delle comuni nozioni circa la fotografia come medium riproduttivo, a rappresentare l'artificiosità del mondo contemporaneo.